# Ocotea sauroderma
Ocotea sauroderma är en lagerväxtart som beskrevs av Lorea-hern.. Ocotea sauroderma ingår i släktet Ocotea och familjen lagerväxter. Inga underarter finns listade i Catalogue of Life.